# Ferdulf de Frioul
Ferdulf de Frioul est duc Lombards du Frioul (Duché de Frioul) au début du VIIIe siècle.
Selon Paul Diacre dans son Historia Langobardorum, Ferdulf originaire de Ligurie est un « homme faux et orgueilleux » qui devient duc après le gouvernement d'Ado, frère de Rodoald, et qui règne vers 695 à 706. Désireux d'augmenter sa popularité auprès des habitants du Frioul victimes des incursions des Slaves, il cherche à obtenir contre ces derniers une victoire décisive. Pour ce fait, il a recours à une provocation en payant un Slave afin qu'il incite ses compatriotes à attaquer le Frioul. Les Slaves sont mis en fuite par le « Sculdahis » Argait, le chef local du canton. Lorsque Ferdulf arrive avec son armée, il met en doute l'exploit d'Argait : ce dernier défie le duc Ferdulf d'attaquer les Slaves. Le duc de Frioul et son armée s'engagent dans le territoire ennemi par un chemin escarpé et sont écrasés. Ferdulf et tous les nobles sont tués à l'exception du brave Munichis, père du futur duc Petrus qui, capturé par les Slaves, réussit à s'échapper, les mains liées après avoir tué son gardien. Le duché de Frioul passe alors à un certain Corvolus.